# Kwatta (Surinam)
Kwatta es uno de los siete ressorts, o en neerlandés ressort, en los que se divide el distrito de Wanica en Surinam, es el único ressort del distrito que tiene costa en el océano Atlántico.
Limita al norte con el océano Atlántico, al este con el distrito de Paramaribo, al sur con el ressort de Saramacca Polder y al oeste con el distrito de Saramacca.
En 2004, Kwatta, según cifras de la Oficina Central de Asuntos Civiles tenía 10 091 habitantes.